# Trioceros marsabitensis
Trioceros marsabitensis là một loài thằn lằn trong họ Chamaeleonidae. Loài này được Tilbury miêu tả khoa học đầu tiên năm 1991.